# Terebra acrior
Terebra acrior is een slakkensoort uit de familie van de Terebridae. De wetenschappelijke naam van de soort is voor het eerst geldig gepubliceerd in 1889 door Dall.